# Phaonia meigeni
Phaonia meigeni este o specie de muște din genul Phaonia, familia Muscidae, descrisă de Adrian C. Pont în anul 1986. Conform Catalogue of Life specia Phaonia meigeni nu are subspecii cunoscute.